# Stepan Mołokućko
Stepan Kostiantynowycz Mołokućko (ukr. Степан Костянтинович Молокуцько; ur. 17 sierpnia 1979 w Mariupolu, Ukraińska SRR, zm. 5 października 2002 w Mariupolu) – ukraiński piłkarz, grający na pozycji napastnika.

## Kariera piłkarska

### Kariera klubowa
Wychowanek DJuSSz Nowator Mariupol. Pierwszy trener Anatolij Strepetow. W latach 1995–1997 uczył się w UOR Donieck. W 1997 rozpoczął karierę piłkarską w klubie Metałurh Mariupol. 6 maja 1997 debiutował w mariupolskim zespole w meczu z Jaworem Krasnopole, w którym wszedł na boisko w 80 minucie i strzelił jednego gola. W sierpniu 1998 do końca roku wypożyczony do farm klubu Szachtar Makiejewka. Potem powrócił do Metałurha i szybko został piłkarzem podstawowej jedenastki.
5 października 2002 wracając do domu na drodze Donieck-Mariupol zginął w wypadku samochodowym.

### Kariera reprezentacyjna
Występował w młodzieżowej reprezentacji Ukrainy.